# Kohlenmonoxidlaser

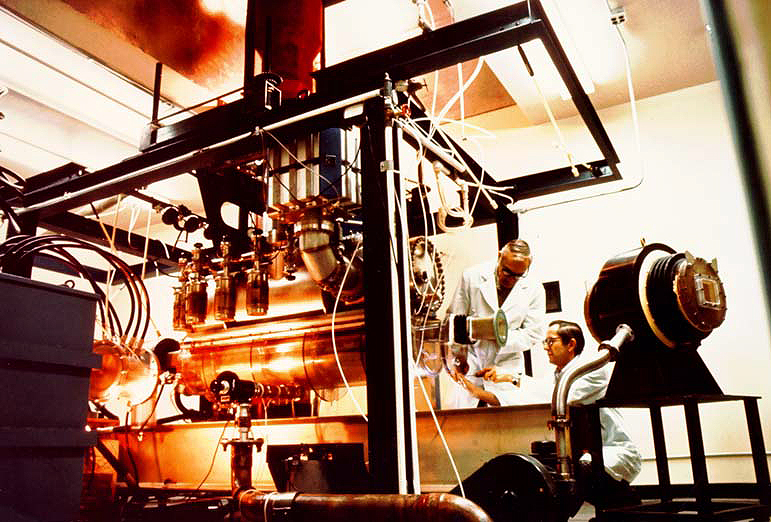
Entwicklung des Kohlenmonoxidlasers CO-EDL (Carbon Monoxide Electric Discharge Lasers) des Northrop Research and Technology Centers mit Unterstützung des Office of Naval Research der US Navy, 1968

Der Kohlenmonoxidlaser ist ein Gaslaser und arbeitet bei Wellenlängen von 4,8 bis 8,3 µm und funktioniert ähnlich wie der CO2-Laser. Er hat einen höheren Wirkungsgrad als dieser, erfordert jedoch eine aufwendigere Kühlung.
Der Kohlenmonoxidlaser strahlt im Mittleren Infrarot (MIR) und ist auf mehreren hundert Laserlinien im Bereich 4,8 bis 8,3 µm Wellenlänge abstimmbar. Er ist daher gut als  spektroskopische Strahlungsquelle verwendbar. Im Dauerstrich-Betrieb lassen sich Ausgangsleistungen bis 100 kW bei etwa 40 % Effizienz erreichen. Im Puls-Betrieb können Pulsenergien bis zu 1 kJ mit einer Wiederholrate von maximal 1 kHz und einer Effizienz bis 60 % erreicht werden.
Der CO-Laser wurde jahrelang am Institut für Angewandte Physik der Universität Bonn (Arbeitsgruppe W. Urban) weiterentwickelt und erfolgreich in einer Vielzahl von spektroskopischen Anwendungen eingesetzt. Verschiedene Versionen des Laserrohres stehen hier für unterschiedliche Anwendungen zur Verfügung und haben sich in wissenschaftlichem Einsatz bewährt.
Auch an der DLR in Stuttgart sind in den 1980er-Jahren Entwicklungen zum Thema CO-Laser erfolgt (Meisenhelder). Ziel war es, den CO-Laser zur industriellen Reife zu entwickeln, da dessen hohe Pumpeffizienz ein wirtschaftliches Potential versprach.
Aufgrund der hohen gerätetechnischen und energetischen Aufwendungen für die Kühlung konnte sich der CO-Laser zur Materialbearbeitung jedoch bis heute nicht gegenüber dem einfacher betreibbaren Kohlendioxidlaser durchsetzen.
Der CO-Laser kann je nach Anforderungen im Durchfluss bzw. mit abgeschlossenem Gasvorrat (engl. sealed-off) betrieben werden.
Als Alternative zur aufwendigen Kühlung mit Flüssigstickstoff wird bei kleinen Leistungen auch mit einer Kühlung mit Ethanol als Kältemittel Laserbetrieb erzielt.
Im längerwelligen Bereich (6–6,3 µm) werden z. B. mit Ethanolkühlung noch Laserleistungen von ca. 10–50 mW erreicht.
Mit diesen verschiedenen Möglichkeiten können für verschiedene Anwendungen passende CO-Laser gefertigt werden, d. h. in dem vom Anwender gewünschten Wellenlängen- und Intensitätsbereich und möglichst geringem Kühl- und Geräteaufwand.